# Open Gaz de France 2005
Open Gaz de France 2005 — жіночий тенісний турнір, що проходив на закритих кортах з твердим покриттям стадіону П'єр де Кубертен у Парижі (Франція). Належав до турнірів 2-ї категорії в рамках Туру WTA 2005. Відбувсь утринадцяте і тривав з 7 до 13 лютого 2005 року. Дінара Сафіна здобула титул в одиночному розряді. Несіяна Дінара Сафіна здобула титул в одиночному розряді.

## Фінальна частина

### Одиночний розряд
Дінара Сафіна —  Амелі Моресмо 6–4, 2–6, 6–3
- Для Сафіної це був 1-й титул за рік і 4-й - за кар'єру.

### Парний розряд
Івета Бенешова /  Квета Пешке —  Анабель Медіна Гаррігес /  Дінара Сафіна 6–2, 2–6, 6–2
- Для Бенешової це був єдиний титул за сезон і 2-й титул за кар'єру. Для Пешке це був 1-й титул за рік і 4-й - за кар'єру.